# Biblioteka Główna Uniwersytetu Radomskiego
Biblioteka Główna Uniwersytetu Radomskiego – biblioteka naukowa w Radomiu, jednostka ogólnouczelniana Uniwersytetu Radomskiego.

## Historia
Początki Biblioteki Głównej Uniwersytetu Radomskiego sięgają 1950 roku, kiedy utworzono w Radomiu Wyższą Szkołę Inżynierską Naczelnej Organizacji Technicznej. W 1965 roku powołano Kielecko-Radomską Wyższą Szkołę Inżynierską. Inauguracji Biblioteki Głównej tej uczelni nastąpiła w Radomiu 1 grudnia 1966 roku. W 1969 roku powstał w Radomiu Wydział Ekonomiczny Kielecko-Radomskiej WSI, dla którego utworzono bibliotekę wydziałową. W 1978 roku radomski ośrodek dotychczasowej uczelni został przekształcony w samodzielną Wyższą Szkołę Inżynierską. Wówczas w wyniku połączenia Biblioteki Oddziałowej i Biblioteki Wydziału Ekonomicznego powstała Biblioteka Główna Wyższej Szkoły Inżynierskiej. W 1996 roku w związku ze zmianą nazwy uczelni Biblioteka Główna stała się jednostką Politechniki Radomskiej im. Kazimierza Pułaskiego. W 1991 roku bibliotekę przeniesiono do nowo powstałego gmachu Wydziału Ekonomicznego przy ulicy Chrobrego 31 (obecnie Wydział Nauk Ekonomicznych i Prawnych). W 2002 roku otworzono w gmachu Wydziału Mechanicznego przy ulicy Maratońskiej nową czytelnię, wypożyczalnię i magazyn, do których przeniesiono zbiory z zakresu nauk technicznych. W 2007 roku Biblioteka Główna przeniosła się do własnego budynku położonego przy ulicy Chrobrego 33 (w sąsiedztwie Wydziału Nauk Ekonomicznych i Prawnych). Czytelnia i wypożyczalnia Wydziału Mechanicznego pozostały w budynku Wydziału Mechanicznego. W 2008 roku Biblioteka Główna PR utworzyła pierwszy w Polsce Punkt Informacji Normalizacyjnej, a w 2010 roku (również pierwszy w Polsce) Elektroniczny Punkt Informacji Patentowej. W 2012 roku Biblioteka Główna stała się jednostką nowo utworzonego Uniwersytetu Technologiczno-Humanistycznego. Obecną nazwę zyskała w roku 2023, w związku z podniesieniem uczelni do rangi uniwersytetu klasycznego.

## Zbiory
Na zbiory biblioteki składają się książki (171 000 woluminów), czasopisma (35 000) oraz zbiory specjalne (150 000) na nośnikach tradycyjnych i elektronicznych. Jednostka prenumeruje i posiada dostęp do wielodziedzinowych, specjalistycznych, krajowych i zagranicznych baz danych (m.in. ACS Publications, Beilstein, EBSCO, LEX, OECD, ScienceDirect, Scopus, Notoria Serwis, Novel, ProQuest, Safari Books Online, SPRINGER).

## Siedziba
Od 2007 roku siedzibą Biblioteki Głównej Uniwersytetu Radomskiego jest zaadaptowany na ten cel obiekt znajdujący się przy ulicy Bolesława Chrobrego 33. W budynku znajduje się pięć czytelni (Książek i Czasopism, Profesorska, Zbiorów Specjalnych, Internetowa) wyposażonych w stanowiska komputerowe z dostępem do Internetu i elektronicznych baz danych oraz Pokoje Cichej Nauki. Obiekt wyposażony jest w dwa magazyny, w tym jeden Wolnego Dostępu – ze zbiorami przeznaczonymi do samodzielnego wypożyczania przez czytelników.